# بينفيلد (باركشير)
بينفيلد (بالإنجليزية: Binfield)‏ هي قرية و أبرشية مدنية تقع في المملكة المتحدة في إنجلترا.  يقدر عدد سكانها بـ 7,475 نسمة .